# Statzendorf
Statzendorf är en ort och kommun  i Österrike. Den ligger i distriktet Sankt Pölten-Land i förbundslandet Niederösterreich, 50 kilometer väster om huvudstaden Wien.
Kommunen består av fem orter (Ortschaften) (inom parentes invånarantal 1 januari 2024):
- Absdorf (536)
- Kuffern (340)
- Rottersdorf (204)
- Statzendorf (297)
- Weidling (43)